# Eochaid I mac Luchta
Eochaid I mac Luchta – legendarny król północnego lub południowego Munsteru z dynastii Milezjan (linia Itha), syn i zapewne następca Luchty, zwierzchniego króla Munsteru i w osiemnastym stopniu potomka Itha mac Breogan, stryja Mileda, eponima Milezjan. 
Źródła nie są zgodne, co do miejsca rządów Eochaida w Munsterze. Inne źródła upewniają nas, że prawdopodobnie był królem północnego Munsteru, zamieszkałym przy jeziorze Lough Derg nad rzeką Shannon. Na listach królów irlandzkich jest wymieniany obok Curoi i jego syna Lugaida I mac Conroi z Clanna Dedad, innych królów Munsteru. Miał rządzić w czasach arcykróla Irlandii Eochaida IX Feidlecha (26-14 p.n.e.) oraz Conchobara III mac Nessa, króla Ulsteru (11 p.n.e.-30 n.e.). Źródła błędnie podają, że jego matką była Maer, zaś mamką, Medan, córki Fergusa Cnai. Bowiem ten był synem arcykróla Ugaine’a Mora, panującego trzy wieki wcześniej. Eochaid nie pozostawił po sobie synów. Miał tylko dwie córki: Uaithni (Uathni, Uaithne) i Eli (Ele), przodkinie ludów, nazwane od ich imienia. Lud Uaithne mieszkał na zachód i północ od rzeki Shannon do Dergderc, zaś lud Ele na wschód i południe od tejże rzeki.